# Locke (Nowy Jork)
Locke – miasto w Stanach Zjednoczonych, w stanie Nowy Jork, w hrabstwie Cayuga.